# 2015-ös Indy Lights-szezon
A 2015-ös Indy Lights-szezon a bajnokság 30. szezonja volt és a 14., amelyet az IndyCar rendezett. A 16 futamból álló széria március 28-án kezdődött  St. Petersburg-ban és szeptember 13.-án ért véget Laguna Seca versenypályán. A bajnokságot az újonc Spencer Pigot nyerte meg..

## Versenynaptár
| Forduló | Dátum          | Hivatalos név              | Versenypálya                              | Helyszín                | Pályarajz |
| ------- | -------------- | -------------------------- | ----------------------------------------- | ----------------------- | --------- |
| 1       | Március 28.    | St. Petersburg 100         | Streets of St. Petersburg                 | St. Petersburg, Florida |           |
| 2       | Március 29.    | St. Petersburg 100         | Streets of St. Petersburg                 | St. Petersburg, Florida |           |
| 3       | Április 19.    | Long Beach 100             | Streets of Long Beach                     | Long Beach, Kalifornia  |           |
| 4       | Április 25.    | Legacy Indy Lights 100     | Barber Motorsports Park                   | Birmingham              |           |
| 5       | Április 26.    | Legacy Indy Lights 100     | Barber Motorsports Park                   | Birmingham              |           |
| 6       | Május 8.       | Grand Prix of Indianapolis | Indianapolis Motor Speedway épített pálya | Speedway, Indiana       |           |
| 7       | Május 9.       | Grand Prix of Indianapolis | Indianapolis Motor Speedway épített pálya | Speedway, Indiana       |           |
| 8       | Május 22.      | Freedom 100                | Indianapolis Motor Speedway ovál pálya    | Speedway, Indiana       |           |
| 9       | Június 13.     | Grand Prix of Toronto      | Exhibition Place                          | Toronto                 |           |
| 10      | Június 14.     | Grand Prix of Toronto      | Exhibition Place                          | Toronto                 |           |
| 11      | Július 12.     | Milwaukee Race 100         | Milwaukee Mile                            | West Allis, Wisconsin   |           |
| 12      | Július 18.     | Iowa Corn Indy 100         | Iowa Speedway                             | Newton, Iowa            |           |
| 13      | Augusztus 1.   | Grand Prix of Mid-Ohio     | Mid-Ohio Sports Car Course                | Lexington, Ohio         |           |
| 14      | Augusztus 2.   | Grand Prix of Mid-Ohio     | Mid-Ohio Sports Car Course                | Lexington, Ohio         |           |
| 15      | Szeptember 12. | Grand Prix of Monterey     | Mazda Raceway Laguna Seca                 | Monterey, California    |           |
| 16      | Szeptember 13. | Grand Prix of Monterey     | Mazda Raceway Laguna Seca                 | Monterey, California    |           |
| Forrás: |                |                            |                                           |                         |           |

| Magyarázat | Magyarázat |
| Ikon       | Pálya      |
| ---------- | ---------- |
|            | Ovál       |
|            | Utcai      |
|            | Épített    |

## Csapatok és versenyzők
- Az összes résztvevő Dallara kasztnival, Cooper abroncsokkal és Mazda AER motorokkal teljesítette a szezont.[3]

| Csapat                       | #  | Versenyző         | Státusz | Forduló    |
| ---------------------------- | -- | ----------------- | ------- | ---------- |
| 8 Star Motorsports           | 8  | Scott Hargrove    | Újonc   | 1–2        |
| 8 Star Motorsports           | 8  | Sean Rayhall      | Újonc   | 4–8, 13–16 |
| Andretti Autosport           | 51 | Shelby Blackstock | Újonc   | Összes     |
| Andretti Autosport           | 83 | Matthew Brabham   |         | 1–3        |
| Belardi Auto Racing          | 4  | Félix Serrallés   | Újonc   | Összes     |
| Belardi Auto Racing          | 5  | Juan Piedrahita   |         | Összes     |
| Carlin                       | 11 | Ed Jones          | Újonc   | Összes     |
| Carlin                       | 14 | Max Chilton       | Újonc   | 1–8, 11–16 |
| Carlin                       | 14 | Nelson Piquet Jr. | Újonc   | 9–10       |
| Juncos Racing                | 12 | Spencer Pigot     | Újonc   | Összes     |
| Juncos Racing                | 18 | Kyle Kaiser       | Újonc   | Összes     |
| Schmidt Peterson Motorsports | 7  | RC Enerson        | Újonc   | Összes     |
| Schmidt Peterson Motorsports | 21 | Heamin Cshoi      | Újonc   | 15–16      |
| Schmidt Peterson Motorsports | 42 | Jack Harvey       |         | Összes     |
| Schmidt Peterson Motorsports | 71 | Ethan Ringel      | Újonc   | Összes     |
| Schmidt Peterson Motorsports | 77 | Scott Anderson    |         | Összes     |

## Összefoglaló
| Forduló | Verseny           | Pole-pozíció      | Legyrorsabb kör | Legtöbb élen töltött kör | Győztes         | Győztes                      | Listavezető   | Előny |
| Forduló | Verseny           | Pole-pozíció      | Legyrorsabb kör | Legtöbb élen töltött kör | versenyző       | csapat                       | Listavezető   | Előny |
| ------- | ----------------- | ----------------- | --------------- | ------------------------ | --------------- | ---------------------------- | ------------- | ----- |
| 1       | St. Petersburg 1  | Ed Jones          | Matthew Brabham | Ed Jones                 | Ed Jones        | Carlin                       | Ed Jones      | 7     |
| 2       | St. Petersburg 2  | Ed Jones          | Ed Jones        | Ed Jones                 | Ed Jones        | Carlin                       | Ed Jones      | 15    |
| 3       | Long Beach        | Jack Harvey       | Félix Serrallés | Ed Jones                 | Ed Jones        | Carlin                       | Ed Jones      | 26    |
| 4       | Birmingham 1      | Spencer Pigot     | Sean Rayhall    | Spencer Pigot            | Spencer Pigot   | Juncos Racing                | Ed Jones      | 13    |
| 5       | Birmingham 2      | Spencer Pigot     | Ed Jones        | Spencer Pigot            | Spencer Pigot   | Juncos Racing                | Spencer Pigot | 7     |
| 6       | Indianapolis GP 1 | Jack Harvey       | Jack Harvey     | Jack Harvey              | Jack Harvey     | Schmidt Peterson Motorsports | Ed Jones      | 1     |
| 7       | Indianapolis GP 2 | Ed Jones          | Max Chilton     | Sean Rayhall             | Sean Rayhall    | 8 Star Motorsports           | Ed Jones      | 4     |
| 8       | Indianapolis      | Ethan Ringel      | Félix Serrallés | Ethan Ringel             | Jack Harvey     | Schmidt Peterson Motorsports | Jack Harvey   | 13    |
| 9       | Toronto 1         | Nelson Piquet Jr. | Jack Harvey     | Spencer Pigot            | Spencer Pigot   | Juncos Racing                | Jack Harvey   | 19    |
| 10      | Toronto 2         | Spencer Pigot     | Kyle Kaiser     | Spencer Pigot            | Spencer Pigot   | Juncos Racing                | Jack Harvey   | 11    |
| 11      | Milwaukee         | Spencer Pigot     | Spencer Pigot   | RC Enerson               | Félix Serrallés | Belardi Auto Racing          | Jack Harvey   | 14    |
| 12      | Iowa              | Max Chilton       | Ed Jones        | Max Chilton              | Max Chilton     | Carlin                       | Jack Harvey   | 18    |
| 13      | Mid-Ohio 1        | RC Enerson        | Jack Harvey     | RC Enerson               | RC Enerson      | Schmidt Peterson Motorsports | Jack Harvey   | 16    |
| 14      | Mid-Ohio 2        | Jack Harvey       | Scott Anderson  | Ed Jones                 | Sean Rayhall    | 8 Star Motorsports           | Jack Harvey   | 6     |
| 15      | Laguna Seca 1     | Max Chilton       | Sean Rayhall    | Spencer Pigot            | Spencer Pigot   | Juncos Racing                | Jack Harvey   | 2     |
| 16      | Laguna Seca 2     | Max Chilton       | Max Chilton     | Spencer Pigot            | Spencer Pigot   | Juncos Racing                | Spencer Pigot | 27    |

## A bajnokság végeredménye

### Versenyzők
Pontrendszer
| Pozíció | 1. | 2. | 3. | 4. | 5. | 6. | 7. | 8. | 9. | 10. | 11. | 12. | 13. | 14. | 15. | 16. | 17. | 18. | 19. | 20. |
| ------- | -- | -- | -- | -- | -- | -- | -- | -- | -- | --- | --- | --- | --- | --- | --- | --- | --- | --- | --- | --- |
| Pont    | 30 | 25 | 22 | 19 | 17 | 15 | 14 | 13 | 12 | 11  | 10  | 9   | 8   | 7   | 6   | 5   | 4   | 3   | 2   | 1   |

- A versenyző, aki megszerezte az első rajtkockát, az egy pontban részesül.
- A versenyző, aki a legtöbb kört az élen töltött, az egy pontban részesül.
- A versenyző, aki a leggyorsabb kört futotta meg, az egy pontban részesül.

| Poz.                  | Versenyző          | STP | STP | LBH | ALA | ALA | IND | IND | INDY | TOR | TOR | MIL | IOW | MOH | MOH | LAG | LAG | Pont |
| --------------------- | ------------------ | --- | --- | --- | --- | --- | --- | --- | ---- | --- | --- | --- | --- | --- | --- | --- | --- | ---- |
| 1                     | Spencer Pigot      | 3   | 3   | 2   | 1*  | 1*  | 7   | 12  | 9    | 1*  | 1*  | 7   | 8   | 8   | 3   | 1*  | 1*  | 357  |
| 2                     | Jack Harvey        | 2   | 2   | 10  | 2   | 2   | 1*  | 5   | 1    | 2   | 2   | 4   | 5   | 11  | 10  | 5   | 9   | 330  |
| 3                     | Ed Jones           | 1*  | 1*  | 1*  | 4   | 11  | 3   | 4   | 10   | 5   | 3   | 8   | 2   | 9   | 9*  | 3   | 4   | 324  |
| 4                     | RC Enerson         | 9   | 13  | 4   | 3   | 7   | 5   | 2   | 4    | 8   | 5   | 2*  | 3   | 1*  | 4   | 6   | 6   | 295  |
| 5                     | Max Chilton        | 12  | 4   | 5   | 5   | 3   | 4   | 3   | Ni   |     |     | 6   | 1*  | 2   | 2   | 11  | 3   | 258  |
| 6                     | Kyle Kaiser        | 5   | 5   | 12  | 8   | 12  | 12  | 6   | 5    | 3   | 9   | 9   | 4   | 4   | 11  | 2   | 10  | 237  |
| 7                     | Félix Serrallés    | 13  | 8   | 3   | 6   | 4   | 9   | 11  | 11   | Kiz | 7   | 1   | 10  | 10  | 5   | 13  | 8   | 225  |
| 8                     | Juan Piedrahita    | 6   | 9   | 8   | 7   | 8   | 11  | 7   | 7    | 10  | 4   | 3   | 7   | 6   | 12  | 7   | 7   | 223  |
| 9                     | Scott Anderson     | 7   | 10  | 6   | 11  | 5   | 6   | 9   | 3    | 9   | 10  | 5   | 6   | 7   | 8   | 9   | 13  | 219  |
| 10                    | Shelby Blackstock  | 10  | 11  | 9   | 9   | 10  | 8   | 8   | 8    | 4   | 6   | 11  | 9   | 3   | 6   | 8   | 5   | 218  |
| 11                    | Ethan Ringel       | 8   | 12  | 7   | 10  | 9   | 10  | 10  | 2*   | 6   | 11  | 10  | 11  | 12  | 7   | 10  | 12  | 197  |
| 12                    | Sean Rayhall       |     |     |     | 12  | 6   | 2   | 1*  | 6    |     |     |     |     | 5   | 1   | 4   | 2   | 188  |
| 13                    | Matthew Brabham    | 11  | 7   | 11  |     |     |     |     |      |     |     |     |     |     |     |     |     | 35   |
| 14                    | Scott Hargrove     | 4   | 6   |     |     |     |     |     |      |     |     |     |     |     |     |     |     | 34   |
| 15                    | Nelson Piquet, Jr. |     |     |     |     |     |     |     |      | 7   | 8   |     |     |     |     |     |     | 28   |
| 16                    | Heamin Cshoi       |     |     |     |     |     |     |     |      |     |     |     |     |     |     | 12  | 11  | 19   |
| Poz.                  | Versenyző          | STP | STP | LBH | ALA | ALA | IND | IND | INDY | TOR | TOR | MIL | IOW | MOH | MOH | LAG | LAG | Pont |
| Hivatalos végeredmény |                    |     |     |     |     |     |     |     |      |     |     |     |     |     |     |     |     |      |

| Szín       | Eredmény                  |
| ---------- | ------------------------- |
| arany      | Győztes                   |
| ezüst      | 2. helyezett              |
| bronz      | 3. helyezett.             |
| zöld       | 4. hely 5. hely           |
| világoskék | 6–10. hely között         |
| sötétkék   | top 10-en kívül           |
| lila       | nem ért célba             |
| piros      | nem kvalifikált (DNQ, NK) |
| barna      | visszalépett (Vi, Wth)    |
| fekete     | kizárva (DSQ, Kiz)        |
| Fehér      | Nem indult (DNS, Ni)      |
| Fehér      | Verseny törölve (T)       |
| Üres       | Nem vett részt            |

| Jelmagyarázat |                                      |
| Félkövér      | Pole-pozíció                         |
| Dőlt          | Leggyorsabb kör a versenyen          |
| *             | Legtöbb élen töltött kör (1 pont)    |
| 1             | Időmérő törölve, nem járt bónuszpont |
|               | Újonc                                |

### Csapatok
| Poz. | Csapat                                         | Pont |
| ---- | ---------------------------------------------- | ---- |
| 1    | Schmidt Peterson Motorsports w/ Curb-Agajanian | 407  |
| 2    | Carlin                                         | 363  |
| 3    | Juncos Racing                                  | 344  |
| 4    | Belardi Auto Racing                            | 202  |
| 5    | 8Star Motorsports                              | 176  |
| 6    | Andretti Autosport                             | 145  |

## Külső hivatkozások
- Az Indy Lights hivatalos weboldala Archiválva 2021. március 5-i dátummal a Wayback Machine-ben